# Právní fikce
Právní fikce je fikce užívaná v právu, za určitých okolností se jí finguje právní skutečnost, která zcela určitě nenastala. Jedná se tedy o uměle vytvořenou konstrukci skutečnosti, spojenou s právními následky, která reálně neexistuje. Touto kategoričností se právní fikce liší od právní domněnky, jež může a nemusí odpovídat skutečnosti. V právních předpisech se právní fikce uvozují např. slovy „považuje se za“ či „hledí se na“.

## Příklady právní fikce
Občanské právo
- Fikce o doručení zprávy orgánu veřejné moci do datové schránky – Zpráva byla odeslána a je považována za vyzvednutou i v případě, že po deseti dnech od jejího odeslání se do datové schránky nikdo nepřihlásil a tuto zprávu si nepřečetl.[4]
- Fikce doručení soudní písemnosti – Písemnost je „doručena“ desátý den poté, co si ji adresát nevyzvedl, i když se o jejím uložení přes výzvu soudu nedozvěděl, nebo desátý den po jejím vyvěšení na úřední desce. Také pokud adresát bezdůvodně odmítne přijmout písemnost, je doručena dnem, kdy její přijetí bylo odepřeno. O tom však musí být poučen.[5]
- Nasciturus – Na teprve počaté dítě se hledí, jako by se již narodilo. A nenarodí-li se nakonec živé, hledí se na něj, jako by nikdy nebylo ani počato.[6]

Trestní právo
- Fikce o neodsouzení v případě vykonání trestu obecně prospěšných prací, peněžitého trestu a zákazu činnosti.[7]
- Fikce o neodsouzení v případě zahlazení odsouzení – I přes to, že byl pachatel odsouzen, hledí se na něj, jako by nikdy odsouzen nebyl. To platí za okolností, kdy pachatel splnil zákonem uložené podmínky, např. po propuštění z výkonu trestu odnětí svobody na jeden rok vedl řádný život po dobu tří let a soud mu pak odsouzení zahladil.[8]
- Fikce o neodsouzení v případě upuštění od potrestání – Pokud mělo již samotné projednávání před soudem na pachatele výchovné a preventivní účinky a charakter trestného činu je méně závažný, může soud za určitých podmínek upustit od potrestání.[9]
- Fikce o neodsouzení v případě podmíněného odsouzení k trestu odnětí svobody – Jestliže se pachatel ve zkušební době osvědčil, hledí se na něj, jako by nikdy nebyl odsouzen.[10]
- Fikce o úplném vykonání trestu v případě osvědčení se při podmíněném propuštění z výkonu trestu odnětí svobody.[11]

Správní právo
- Fikce pozitivního správního rozhodnutí – Pokud správní orgán nevydal žádné rozhodnutí v zákonem stanovené lhůtě, automaticky vzniká pozitivní rozhodnutí („kdo mlčí = souhlasí“[3]). Tak je tomu např. u registrace politické strany nebo politického hnutí u Ministerstva vnitra,[12] u povolení výjimky z dočasného zákazu fúzí u Úřadu pro ochranu hospodářské soutěže,[13] u registrace provozovatele převzatého vysílání u Rady pro rozhlasové a televizní vysílání[14] nebo u některých nutných souhlasů České národní banky s podnikáním na kapitálovém trhu.[15]
- Fikce negativního správního rozhodnutí – Např. „vydání“ rozhodnutí o odepření poskytnutí informace o životním prostředí správním orgánem, pokud je tento orgán nečinný. Tzn. orgán se nevyjádřil v zákonem dané lhůtě, tím pádem žadateli nebyla poskytnuta informace, na kterou má ze zákona právo.[16]

Rodinné právo
- Fikce o rozdělení společného jmění manželů – Nedojde-li do tří let od zániku společného jmění k jeho vypořádání dohodou nebo rozhodnutím soudu, hmotné movité věci jsou ve vlastnictví toho z manželů, který ji užívá pro své rodinné potřeby, ostatní věci jsou v podílovém spoluvlastnictví obou.[17]

Pracovní právo
- Fikce o doručení výpovědi z pracovního poměru – obdobně jako u doručování soudní písemnosti.[18][19]